# Ormskirk
Ormskirk este un oraș în comitatul Lancashire, regiunea North West England, Anglia. Orașul se află în districtul West Lancashire a cărui reședință este.